# Али Капу
Али Капу (на персийски: عالی‌قاپو, думата се превежда от турски като Висока порта) е дворец в Исфахан, Иран, на площада Нагш-е Джахан, срещу Джамията на шейх Лотфолах.
Първоначално е проектиран като огромна порта. Висок е 48 м и има 7 етажа, като до всеки се достига с помощта на опасно спирално стълбище. На 6-ия етаж се намира акустичната стая, която е характерна с дълбоки кръгли ниши в стените, които нямат особена естетическа стойност, но придават добра акустика.
Али Капу (Ālī Qāpū) идва от турската дума за висока порта и е дадено на мястото, защото се намира точно на входа към всички сефевидски дворци, простиращи се от площада Нагш-е Джахан до булеварда Чахар Багх.
Сградата, един от най-големите паметници на сефевидската архитетура, е построена по декрет на шах Абас I Велики в края на 16 век. Шахът отпразнувал тук новата 1597 година (1006 по мюсюлманския календар). Али Капу е масивна правоъгълна сграда, висока 48 м и със 7 етажа, всеки с широка тераса, поставена навътре и поддържана от дървени колони.
Стените са украсени с натуралистични картини от Реза Абаси, дворцовият художник, и неговите ученици. Мотивите са животински, флорални и на птици. Добре орнаментираната порта и прозорците в двореца са създадени във време на социална анархия. Само един прозорец на третия етаж не е бил повреден през времето. Али Капу е възстановен и реставриран от шах Султан Хюсеин, последният владетел от династията на Сефевидите, но скоро след това е разрушен от нашествията на афганите. Дворецът отново е възстановен от каджарския владетел Насир ал-Дин (1848 – 96).
Дворецът е изобразен на обратната страна на иранската банкнота от 20 000 риала. Дворецът е изобразен и на обратната страна на иранската серия банкноти от 20 риала от 1953 г.

## Галерия
- Интериорен изглед
- Фреска от портала на двореца, показваща персийска жена
- Акустичната стая
- Али Капу, гледан от запад